# История на телевизията в България
Историята на телевизията в България е едновременно част от историята на България и част от световните тенденции в развитието на телевизията като телекомуникационно средство. Започва да се формира с идеята на няколко ентусиасти за създаване на телевизия в България през 50-те години на ХХ век. Телевизията възниква като ново комуникационно средство.
Българската телевизия се създава първоначално като културна инстанция. По-късно, осъзнавайки нейната огромна роля в обществото, тя придобива информационна, развлекателна и пропагандистка функция. До 1989 г. съществува само национална телевизия – първа и втора програма (създадена по-късно), които са напълно под държавен контрол и отразяват държавната политика. В периода на прехода се появяват нови телевизии, както обществени, така и частни и конкуренцията налага принципите на комерсиалния интерес.

## Пионери на телевизията

### Политехника (МЕИ), София
През 1951 г. екип от учени от Катедрата по радиотехника и физика в Държавната политехника (Машинно-електротехнически институт от 1953 г., днес Технически университет) в София започва работа по предаване на образи на разстояние. Идеята за телевизия е на тогавашния доцент Кирил Кирков, който, повлиян от информациите за телевизионни предавания в чужбина, предлага на ректора проф. Саздо Иванов да започнат експерименти за създаването на телевизия в страната. Екипът е ръководен от проф. Саздо Иванов, а другите пионери на телевизията в България са проф. Кирил Кирков, Йордан Боянов, Борис Боровски, Ангел Ангелов, Никола Бъчваров, Александър Доков, Минко Минков, Димитър Мишев и техните сътрудници – тогавашните студенти Стефан Ковачев, Николай Стефанов и Маргарита Петкова. След усилена работа в края на 1952 г. идват и първите успешни опити за предаване на телевизионен образ. На 16 май 1953 г. за първи път е осъществено стабилно телевизионно предаване – по кабел от зала до друга зала е предадена снимката на проф. Ангел Балевски.
На покрива на сградата на Политехниката срещу паметника на Васил Левски в София са поставени 2 предавателни антени: 20-метрова за предаване на изображение и 10-метрова за звука, чрез които през 1953 и 1954 г. се правят сполучливи опитни телевизионни излъчвания. В навечерието на 1 май 1954 г. е осъществено първото официално предаване по безжичен път. След тази дата Експерименталният център на МЕИ започва редовни предавания веднъж седмично, а след септември 1954 г. – 2 пъти седмично. Телевизионната апаратура се състои от камера и стара киномашина, а „Българска кинематография“ предоставя филми, които първата българска телевизия излъчва.
На 7 ноември 1954 г. телевизионният екип на МЕИ пренася цялата си уредба и апаратура в старата сграда на хотел „България“ и осъществява първото живо външно телевизионно предаване. Камерата е разположена на балкона на сградата на тогавашната улица „Васил Левски“ (днес „Дякон Игнатий“) № 1 в столицата, а телевизионното излъчване се наблюдава от няколко телевизора, разположени около площада.
Появява се и първото съобщение на БТА за телевизията в България:
През 1956 г. по проект на Димитър Мишев и Атанас Венков е изработена първата изпитателна телевизионна таблица, през 1957 г. е разработен и 2-ри вариант, който се използва до 1960 г. Мощността на предавателя е увеличена до 150 вата.
През 1959 г. от Експерименталния център при МЕИ продължават редовните телевизионни предавания 2 пъти седмично. Осъществени са още няколко живи предавания – 2 модни ревюта, 2 естрадни концерта от ресторант „Балкан“, манифестациите на 1 и 24 май 1959 г. Говорителките Надежда Минкова и Лили Бонева обявяват предаванията и заглавията на филмите преди началото им.

### Излъчвания на Пловдивския панаир
През септември 1958 г. на Пловдивския мострен панаир френската фирма CSF монтира малък 50-ватов предавател на панаирната кула. Французите имат и малко телекино за предаване на 16-милиметрови филми. По пловдивските витрини са поставени 20 унгарски приемника „Орион“ и на тях минувачите гледат филми. Английската фирма PAY излага телевизионна кола и чрез нея и френския предавател се излъчват модни ревюта за гостите на панаира. През ноември 1958 г. фирма PAY изпраща в София показаната на пловдивския панаир кола с 2 камери, телекинокомплект и предавател 500 вата за обзавеждане на малко телевизионно студио.

### Предавания през 1950-те години
| Телевизионен център на МЕИ, София - предава от 1953 г. до 1960 г., 2 пъти седмично (вторник и събота) - предавател на площад Васил Левски в София - честоти на излъчване: 2-ри ТВ канал – образ на 59,25 мегахерца, звук на 65,75 мегахерца - мощност: образ – 150 вата, звук – 30 вата            |
| Излъчване на френската фирма CSF, Пловдив - излъчва през септември-октомври 1958 г. - предавател на кулата на Пловдивския мострен панаир - мощност 50 вата |
| Българска национална телевизия, София - излъчва от 1 ноември 1959 г., официално открита на 26 декември 1959 г. - предавател на телевизионната кула в София - честоти на излъчване: 7-и ТВ канал – образ на 183,25 мегахерца, звук на 189,75 мегахерца - мощност: образ – 500 вата, звук – 250 вата |

### Братя Качулеви, Ямбол
През 1960 – 1961 г. братята Величко и Любен Качулеви започват първите опити за приемане на телевизионни сигнали от други източници извън страната чрез изграждане на сложни системи от приемателни антени, изработени от тях в частната им лаборатория и работилница в Ямбол. Най-доброто им постижение е получаването на телевизионен сигнал от Швеция в продължение на 18 часа през 1964 г. Приемането на телевизионен сигнал от съседните балкански държави и Съветския съюз за тях не е проблем.
Проблем се оказва ретланслирането на получения телевизионен сигнал до повече от 1 телевизионен приемник. Двамата братя са известни в техническите среди и със създадения от тях първи български звукозаписвателен апарат (фонограф) през февруари 1948 г. и записите, които са правени с него за нуждите на Института за български език на БАН и Софийския университет.

### Телевизионна кула София
Докато вървят пионерските телевизионни излъчвания, в Министерството на съобщенията започва да се обсъжда въпросът за национален телевизионен предавател. Специалистите от Експерименталния център участват в съвещанията като експерти. Дискутира се къде да се изгради новият предавател, коя фирма да достави апаратурата, от какъв тип да е тя. Решено е в София да се построи радиорелейна и телевизионна кула. През април 1958 г. Политбюро на ЦК на БКП, въз основа на директивите на VII конгрес на Партията, взема решение за ускорено развитие на телевизията в България. Директивите за народностопанския план предвиждат собствено производство на телевизори „Опера“ в софийския завод „Климент Ворошилов“. Работата по проектирането и изграждането на телевизионна кула в „Парка на свободата“ (днес „Борисова градина“) е възложена на колектив под ръководството на арх. Любен Попдонев, с главен конструктор инж. А. Войнов и технолог-инженер Георги Копанков, като строителството започва в края на 1958 г.
Строежът на софийската телевизионна кула приключва за рекордните 11 мес. Кулата заема площ от 144 m², има 14 етажа, 3 тераси, а общата ѝ височина заедно с антенната мачта е 106 m. На 1 ноември 1959 г. е осъществено първото (неофициално) предаване от новата телевизионна кула, а на 6 ноември телевизията предава пряко футболния мач между отборите на „Левски“ (София) и „Рапид“ (Букурещ), последван от съветски игрален филм. Телевизиите на България и Румъния излъчват мача едновременно, а връзката е осъществена чрез инсталирането на ТВ ретранслатор ТРС 10/5 на връх Ботев.

## Българска национална телевизия
На 6 ноември 1959 г. вестник „Труд“ пише:
Първото предаване на Българската национална телевизия е прякото излъчване на манифестацията за празника на Октомврийската революция от площад „9 септември“ (днес „Александър Батенберг“) на 7 ноември 1959 г. С думите на говорителя в 9:45 ч. „Внимание, излъчваме в ефир“ се поставя началото на професионалната телевизия в България. Заснемат 3 камери, разположени съответно: от балкона на Националната художествена галерия, от Мавзолея на Георги Димитров и от магазина пред Концертното бюро на ъгъла на улиците „Васил Левски“ и „Цар Освободител“. Прякото излъчване се осъществява от режисьорите Ангел Вълчанов и Лидия Ишимбаева, пристигнала от Съветската телевизия специално за случая. Българската телевизия излъчва по международните стандарти на OIRT – изображение на 625 реда, 25 кадъра в секунда. Предаването е на 7-и телевизионен канал, на който и до днес се излъчва програмата Канал 1 на Българската национална телевизия в София.
В същия ден телевизионната станция на МЕИ излъчва само телевизионна таблица, като в 19:05, 19:15 и 19:25 ч. е предадено следното съобщение: „Днес за първи път Софийската телевизионна станция започва своите предавания. На колектива пожелаваме успешна работа!“. Предаванията на МЕИ, излъчвани във вторник и събота, продължават чак до края на 1960 г. След тази дата колективът, реализирал първите телевизионни предавания в България, започва научна работа по въвеждане на цветната телевизия.
На 26 декември 1959 г. е официалното откриване на Българската национална телевизия. В тържествената церемония, която започва в 11:00 ч., вземат участие секретарят на Градския комитет на БКП Георги Костов, министърът на транспорта и съобщенията Данчо Димитров, членът на Политбюро на ЦК на БКП и заместник-председател на Министерския съвет Вълко Червенков и секретарят на Президиума на Народното събрание Тачо Даскалов.
Първият програмен ден на Българската телевизия е съставен от 3 основни блока. В първия блок с продължителност един час е произнесено слово и са връчени награди на челници строители, работили по строежа на телевизионната кула. Излъчени са също и поздравления от телевизиите на социалистическите страни до БТ. Вторият блок е имал времетраене 2 часа – празничен концерт. От 21:00 ч. до 22:30 ч. е предаден българо-съветският игрален филм „В навечерието“.
Дълги години Българската телевизия е единствен телевизионен оператор в страната. До 24 май 1975 г. работи само 1 програма (Първа програма), а след тази дата излъчва и Втора програма. През 1985 г. на предвидените за 3-та програма канали започва ретранслиране на Първи канал на Централната съветска телевизия.

## Частни телевизии
През 1993 г. се появява първата частна телевизионна станция в България – Телевизия „Родопи“ в град Кърджали. Първата частна телевизия в София е „Нова телевизия“. Други частни регионални телевизии, стартирали в началото през 1990-те години са Телевизия „7 дни“, „Рент“ – Бургас, „Тракия“ – Пловдив, „Супер вижън плюс“ в Ямбол (започва дейността си в края на 1993 г., но едва през 1996 г. започва да излъчва собствена програма) и т.н.
Истинска революция в гледането на телевизията обаче настава с изграждането на кабелни телевизионни мрежи във всеки град в страната и дори в селата. Българинът става зрител на десетки и стотици чуждестранни програми, а постепенно се появяват и множество регионални, национални и специализирани български канали.